# علي رضا جمالي
علي رضا جمالي (بالفارسية: علیرضا جمالی) هو لاعب كرة قدم إيراني في مركز الوسط، ولد في 1 أبريل 1990 في عبادان في إيران. لعب مع نادي باس همدان.